# Heinz Margot
Heinz Margot, né le 11 octobre 1962 à Bâle, est un animateur suisse de radio et de télévision.

## Biographie
Margot travaille de 1983 à 1985 à Radio Basilisk puis pour la Schweizer Radio DRS en tant qu'animateur, rédacteur et acteur-réalisateur[réf. nécessaire]. En 1994, il entre à la Schweizer Fernsehen comme animateur et présente notamment le carnaval de Bâle pendant quatre ans. Il commente le Concours Eurovision de la chanson en 1995, 1997 et 1998.
Par ailleurs, il joue aussi dans les théâtres et les cabarets et organise des événements.

## Source de la traduction
- (de) Cet article est partiellement ou en totalité issu de l’article de Wikipédia en allemand intitulé « Heinz Margot » (voir la liste des auteurs).